# Răzvan Petrariu
Răzvan Gabriel Petrariu (sinh ngày 27 tháng 3 năm 1995) là một cầu thủ bóng đá người România thi đấu cho Voluntari ở vị trí thủ môn.